# Оргозоло
Орго̀золо (на италиански и на сардински: Orgosolo) е малко градче и община в Южна Италия, провинция Нуоро, автономен регион и остров Сардиния. Разположено е на 620 m надморска височина. Населението на общината е 4418 души (към 2010 г.).